# Mabel Taylor
Mabel Caroline Taylor (* 7. Dezember 1879 in Cincinnati, Ohio; † 1. Juli 1967 in Chicago, Illinois) war eine US-amerikanische Bogenschützin.
Taylor nahm wie ihre Schwester Leonie an den Olympischen Spielen 1904 in St. Louis teil, wo sie in beiden Einzelwettbewerben auf dem 5. Platz endete. In der Team Round war sie mit Emma Cooke den Konkurrentinnen unterlegen; diese „Silbermedaille“ wird nicht immer offiziell gezählt. Taylor wird auch als Siegerin des Teilwettbewerbes Flight Shooting geführt.